# Actio ad exhibendum
Actio ad exhibendum – w prawie rzymskim, powództwo o okazanie rzeczy spornej. Powództwo to przysługiwało byłemu właścicielowi rzeczy, która poprzez akcesię stała się częścią składową rzeczy złożonej, przeciwko właścicielowi tej rzeczy.

## Charakterystyka powództwa
Powództwem tym dotychczasowy właściciel domagał się odłączenia (o ile było to fizycznie możliwe) i okazania przed sądem. Pozwany dokonując takiego odłączenia, powodował, że prawo własności dawnego właściciela, na spornym przedmiocie odżywało i mógł on się domagać zwrotu rzeczy skargą windykacyjną (rei vindicatio). Powództwo należało do grupy actiones in rem.
Ustawa XII tablic wykluczała stosowanie actio ad exhibendum w celu odzyskania własności na materiałach użytych do budowy budynków. Przepis taki miał zapobiegać niszczeniu budowli. Poszkodowany, z którego materiałów postawiono cudzy budynek, mógł się domagać odszkodowania powództwem actio de tigno iuncto.